# Cratere Turner
Turner è un cratere lunare di 11,22 km situato nella parte sud-occidentale della faccia visibile della Luna.

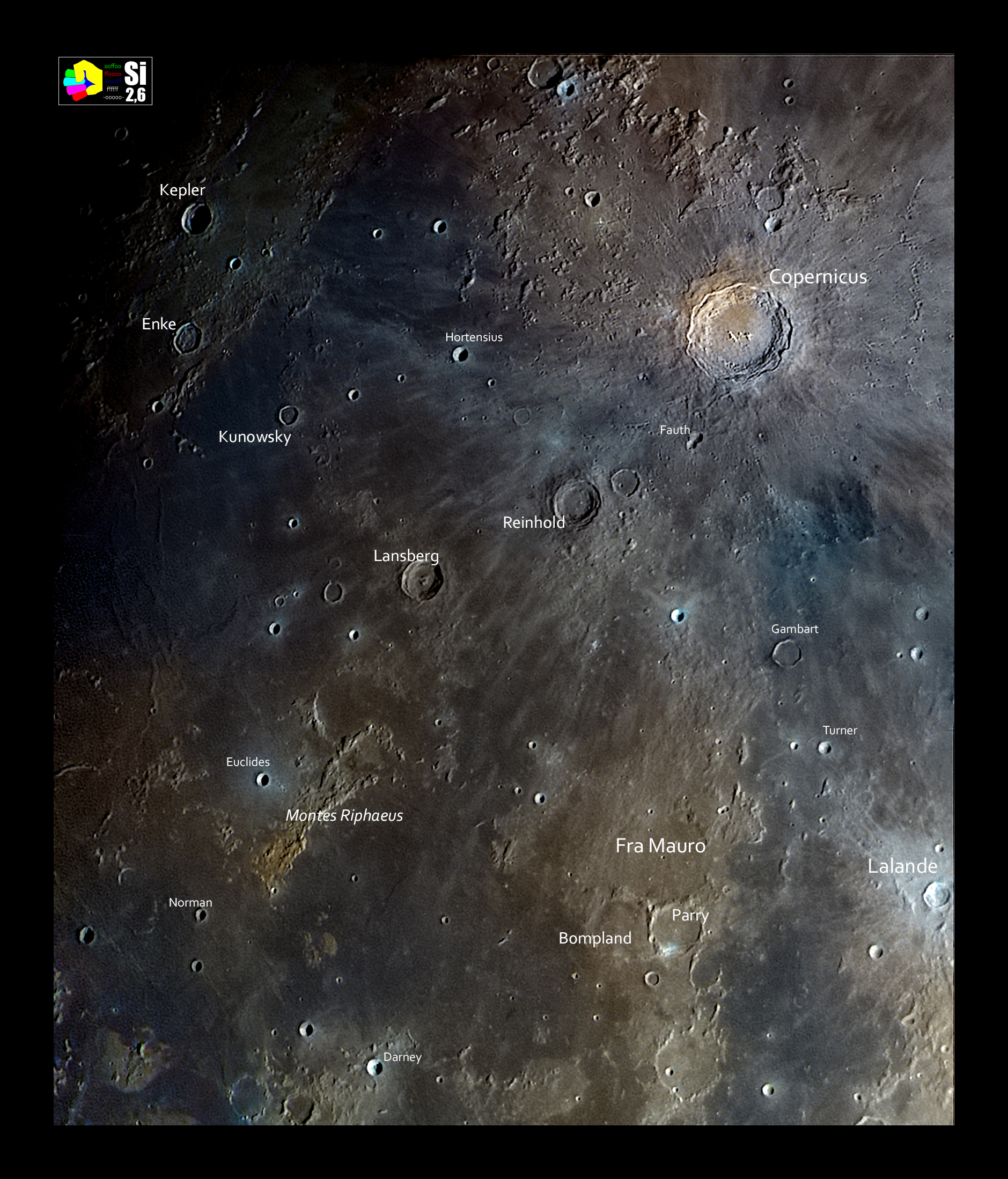
Il cratere (a destra) con le strutture vicine in una Immagine Selenocromatica(Si)